# 浦田俊輔
浦田 俊輔（うらた しゅんすけ、2002年8月30日 - ）は、長崎県西彼杵郡時津町出身のプロ野球選手（内野手）。右投左打。読売ジャイアンツ所属。

## 経歴

### プロ入り前
海星高等学校では2年夏の第101回全国高等学校野球選手権大会に遊撃手のレギュラーとして出場。3回戦で武岡龍世らを擁する八戸学院光星に敗れた。
高校卒業後は九州産業大学へ進学。遊撃手のレギュラーとして4季連続のリーグ優勝、2季連続の最優秀選手賞、5季連続のベストナインを受賞するなど活躍した。
2024年10月24日に開催されたドラフト会議にて、読売ジャイアンツから2位指名を受けた。11月18日、契約金7000万円、年俸1200万円で入団に合意した（金額は推定）。背番号は32。担当スカウトは武田康。

### 巨人時代
2025年、開幕一軍入りし、3月28日の東京ヤクルトスワローズとの開幕戦（東京ドーム）に代打としてプロ初出場を果たしたが、3試合出場・3打数無安打と結果を残せず4月3日に登録を抹消された。5月5日に一軍再登録されると、翌6日の阪神タイガース戦（東京ドーム）で「8番・三塁手」として先発出場し、9回にプロ初安打を記録した。

## 選手としての特徴
50メートル5秒8の俊足で、大学通算37盗塁で3度の盗塁王を獲得している。
学生時代からプロになった今に至るまで、バッティンググローブは野球道具メーカーのものではなく、ワークマンで購入しているという作業用具メーカー・ペンギンエースジャパンの作業用手袋「ノンスリップライト」を使用。メーカーから特注でバッティンググローブとしてのノンスリップライトを支給されたことをInstagramで報告している。

## 詳細情報

### 記録
初記録
- 初出場・初打席：2025年3月28日、対東京ヤクルトスワローズ1回戦（東京ドーム）、5回裏に戸郷翔征の代打で出場、奥川恭伸から二ゴロ[8]
- 初先発出場：2025年5月6日、対阪神タイガース8回戦（東京ドーム）、「8番・三塁手」で先発出場[13]
- 初安打：同上、9回裏に岩崎優から二塁内野安打[11]

### 背番号
- 32（2025年[1] - ）